# أندرو إينغيرسول
أندرو إينغيرسول (بالإنجليزية: Andrew Ingersoll)‏ هو عالم فلك أمريكي، ولد في 1940 في شيكاغو في الولايات المتحدة.